# Emil Hendrik Stieltjes

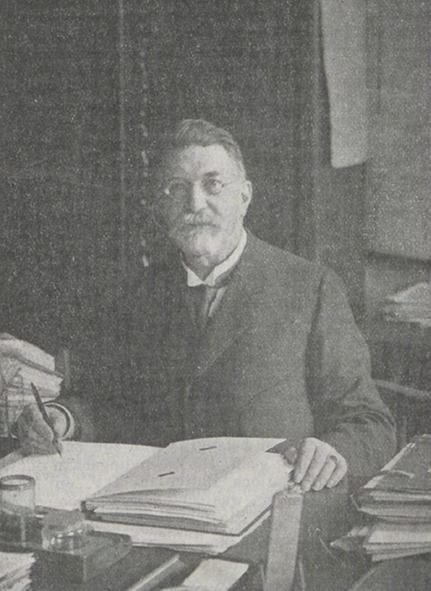
Emil Hendrik Stieltjes, ca 1900

Emil Hendrik Stieltjes (Gramsbergen 26 september 1853 - Den Haag 23 december 1923) was een Nederlands waterbouwkundige en spoorwegingenieur. Hij was de tweede zoon van T.J.Stieltjes, en dus de broer van T.J. Stieltjes jr.
Hij was ridder in de orde van de Nederlandse Leeuw en van het Franse Legioen van Eer (1902).
Stieltjes is begraven op 27 december 1923 op de begraafplaats Oud Eik en Duinen bij 's-Gravenhage.

## Loopbaan

### Spoorwegen
Na in 1874 te zijn afgestudeerd aan de Polytechnische School te Delft was hij een aantal jaar werkzaam bij spoorbedrijven (tot 1879 bij de Nederlandsch-Westfaalsche Spoorwegmaatschappij voor de aanleg van de lijn Zutphen—Winterswijk; daarna bij de Staatsspoorwegen voor de bouw van de lijn Amersfoort-Kesteren o.l.v. ir. Jean Marie Telders). In 1891 werkte hij een jaar op het hoofdkantoor o.l.v. ir. N. Th. Michaëlis. Van 1882 tot 1886 treedt hij daarna op als ingenieur bij het Van 1882 tot 1886 treedt hij daarna op als ingenieur bij het Rijnvaartcomité voor Amsterdam.
Daarna werkte hij tot 1886 bij het Rijnvaart Comité te Amsterdam, een lobbygroep om de scheepvaartverbinding voor binnenvaartschepen op Amsterdam te verbeteren. Met name een verbetering van de “Keulse Vaart” werd bepleit. Daarna was hij tot 1892 redacteur van De Ingenieur en tot 1918 als lid van de raad van toezicht op de spoorwegdiensten.

### Redacteur en KIvI
In 1886 werd door de Vereeniging van Burgerlijke Ingenieurs (de voorloper van de Vereniging van Delftse Ingenieurs), zoals deze destijds heette, het weekblad "De Ingenieur" opgericht; Stieltjes werd tot redacteur benoemd omdat "diens welversneden pen toen reeds door geschriften over groote technische vraagstukken bekend was geworden". Hij schreef als redacteur talrijke artikelen over openbare werken. Ondanks zijn toen reeds wankele gezondheid voerde hij zes jaren lang van 1886 tot 1892 de redactie helemaal alleen. In 1892 werd hij door ir. J van Heurn opgevolgd. Toen later, in 1900, "De Ingenieur" werd overgenomen door het Koninklijk Instituut van Ingenieurs, werd Stieltjes in de Commissie van Redactie gekozen, eerst als secretaris, later als voorzitter. Vooral gedurende de eerste jaren deden zich vele vraagstukken voor, waarbij zijn grote ervaring als oud-redacteur bijzonder op prijs werd gesteld.
Nadat hij zich als tegenstander van het plan-Huet voor een open verbinding van Amsterdam met de Noordzee had doen kennen, schreef hij zijn stuk over de nieuwe sluis en havenwerken te IJmuiden, dat den stoot gaf tot het dieper leggen van den slagdrempel en het geven van grootere schutlengte aan de nieuwe sluis, die daar in 1887 moest worden gebouwd. Na zijn aftreden als redacteur in 1892 bleef zijn groote belangstelling in het orgaan der techniek bestaan. Vanaf 1900 was hij lid van Commissie van Toezicht van De Ingenieur, na 1916 werd hij hier de voorzitter van.
Op het VIe internationale binnenvaartcongres in in 1894 in Den Haag gaf hij een presentatie.

### Terug naar de spoorwegen
Op 24 maart 1892 werd de Raad van Toezicht op de Spoorwegdiensten met twee leden uitgebreid en werd hij tot lid van die Raad benoemd. Hij was met name betrokken bij de voorbereiding van grotere spoorwegprojecten.onder andere de vernieuwing van de stationscomplexen te Nijmegen en te Vlissingen in 1894, te 's-Hertogenbosch en te Groningen in 1896, te Hengelo in 1899 en te Amersfoort in 1901. Onder zijn leiding werd ook een aanzet gemaakt voor nieuwe bruggen over het Merwedekanaal bij Utrecht, een nieuwe brug bij Westervoort in 1905. Het Westelijke Viaduct te Amsterdam werd vernieuwd in 1905. Ook de nieuwe beweegbare bruggen over het Noordzeekanaal te Velzen en aan de Hembrug, die mede voor Staatsrekening werden gebouwd, waren in 1905 in uitvoering gekomen.
Als gevolg van de grote toename van het verkeer werden daarnaast tal van nieuwe werken en werken van uitbreiding door de spoorwegmaatschappijen voorgesteld en op kapitaalstaat uitgevoerd. De verbindingsbaan om Rotterdam, waardoor de stations Rotterdam Delftse Poort en Maas met elkaar verbonden werden, was een der eerste grotere werken, die met een belangrijke Staatsbijdrage van f 1.200.000, op deze wijze door de H.IJ.S.M. werden aangelegd en voltooid (1899). Later volgden o. a. de stations Haarlem (1903) en Roosendaal (1907).
Stieltjes had bij de beoordeling van de plannen van de meeste van deze werken een belangrijke invloed. De werkzaamheden van de Raad waren intussen nog in belangrijke mate toegenomen. Na de totstandkoming van de wet van 9 juli 1900 (Stbl. No. 118) op de spoorwegen met beperkte snelheid werd o.a. ook de exploitatie van talrijke tramwegen onder het toezicht van het Rijk gebracht, terwijl ook de Staatsbemoeiingen met de aanleg van die spoorwegen gaandeweg was uitgebreid. Verschillende concessie-aanvragen voor aanleg en exploitatie van spoor- en tramwegen werden door Stieltjes onderzocht en in details behandeld. Zo heeft bij zich in het bijzonder bemoeid met de aanleg van de Noord-Oosterlocaal, welke in het oostelijk deel van Drenthe en in een gedeelte van Groningen zoveel welvaart heeft gebracht en waarvan de eerste lijn Zwolle—Ommen werd geopend in 1903 en het laatste gedeelte Stadskanaal—Delfzijl in 1910 was voltooid. Ook de lijn Deventer—Ommen, in exploitatie gebracht in 1910, en de aanleg van de Haarlemmermeerlijnen met haar vele zijtakken zijn door Stieltjes in behandeling genomen.
Op 1 januari 1913 werd hij voorzitter van deze Raad. Zo heeft hij veel bemoeienis gehad met de lijn Eindhoven—Weert, die in 1913 in exploitatie kwam, de bouw van de lijn Heerlen—Valkenburg (Schin op Geul), welke in 1914 voltooid werd, en de bouw van het station Deventer, terwijl ook het nieuwe station Maastricht, waarvan het hoofdgebouw in 1915 in gebruik genomen is en dat voor rekening van de Maatschappij tot Exploitatie van Staatsspoorwegen op kapitaalstaat werd gebouwd, door hem werd behandeld.Zo heeft hij veel bemoeienis gehad met de lijn Eindhoven—Weert, die in 1913 in exploitatie kwam, de bouw van de lijn Heerlen—Valkenburg (Schin op Geul), welke in 1914 voltooid werd, en de bouw van het station Deventer, terwijl ook het nieuwe station Maastricht, waarvan het hoofdgebouw in 1915 in gebruik genomen is en dat voor rekening van de Maatschappij tot Exploitatie van Staatsspoorwegen op kapitaalstaat werd gebouwd, door hem werd behandeld.
Stieltjes heeft deel uitgemaakt van de Staatscommissie van 1901, onder voorzitterschap van ir. Jacobus Leonardus Cluijsenaer, om te onderzoeken op welke wijze de spoorwegen ten zuiden en ten oosten van Amsterdam zouden moeten worden gewijzigd naar aanleiding van de belemmeringen, welke het verkeer in het langs die spoorwegen gelegen stadsdeel ondervindt. Dit mede in verband met de mogelijkheid van een toekomstige spoorwegverbinding rondom Amsterdam. Het verslag van deze Commissie werd in 1905 uitgebracht en o.a. in de vergaderingen van het Koninklijk Instituut van Ingenieurs van 13 februari, 11 augustus en 10 november 1906 uitvoerig besproken. Bekend is de meesterlijke wijze waarop hij het plan van de Commissie o.a. inzake de personen- en goederenringbaan en van een zuiderstation tegen de aanvallen van Nicolaas Hendrik Nierstrasz verdedigde. Dit plan is naderhand ook inderdaad is uitgevoerd. Hij was ook voorzitter van de Staatscommissie van 1914 om te adviseren over de aard en volgorde van de werken, die in en om Rotterdam ter verbetering van het spoorwegverkeer nodig waren.
In 1918 werd aan Stieltjes op zijn verzoek eervol ontslag verleend als lid en voorzitter van den Raad van Toezicht op de Spoorwegdiensten.
- Virtual International Authority File: 286186949